# Hác Vĩnh Trung
Hác Diêu Kỳ (chữ Hán: 郝摇旗, ? – 1663), không rõ người ở đâu, thủ lĩnh khởi nghĩa nông dân cuối Minh đầu Thanh. Ông ban đầu là tướng lãnh khởi nghĩa nông dân Đại Thuận, sau đó quy hàng chánh quyền Nam Minh tiếp tục kháng Thanh, được Long Vũ đế ban tên Hác Vĩnh Trung (郝永忠), rồi ly khai Nam Minh một cách không chính thức để tham gia lực lượng Quỳ Đông thập tam gia, cuối cùng tử trận ở Tứ Xuyên.

## Cuộc đời và sự nghiệp
Có thuyết cho rằng ban đầu Hác giữ đại kỳ của nghĩa quân, nên mới có tên (hoặc xước hiệu) "Diêu Kỳ".
Sau khi Lý Tự Thành tử trận, Diêu Kỳ cùng bọn Lý Quá quy thuận tuần phủ Hà Đằng Giao của chánh quyền Nam Minh, được Long Vũ đế ban tên "Vĩnh Trung". Năm Vĩnh Lịch đầu tiên (1647), bọn Vĩnh Trung giành được đại thắng ở Toàn Châu; không bao lâu thì quân Thanh của Khổng Hữu Đức tấn công, Vĩnh Trung không đánh mà chạy, vào Quế Lâm, được phong Nam An hầu. Ngày 27 tháng giêng ÂL năm thứ 2 (20/2/1648). Vĩnh Trung tranh chấp với bộ thuộc của tướng lãnh Nam Minh là Tiêu Liễn, đánh giết đoàn luyện của 18 thôn Đông Giao. Đỉnh điểm của cuộc xung đột trong nội bộ chánh quyền Nam Minh là việc bọn Vĩnh Trung – tàn dư của nghĩa quân Đại Thuận  – cướp bóc phủ thành, thúc ép Vĩnh Lịch đế đi Liễu Châu.
Xem chừng không thể giành nổi với bọn Tôn Khả Vọng – tàn dư của nghĩa quân Đại Tây  – cũng như không chịu nổi sự kỳ thị của quan viên Nam Minh, bọn Vĩnh Trung bỏ đi sang vùng núi Kinh, Tương, chẹn giữ một dải huyện Phòng, Trúc Sơn (tây bắc huyện Phòng), chuyển sang chiến đấu ở khoảng giữa Hồ Quảng và Tứ Xuyên, cùng bọn Lý Lai Hanh, Vương Quang Hưng hợp thành Quỳ Đông thập tam gia. Năm thứ 11 (1657), nghĩa quân Quỳ Đông chiếm được Tương Dương.
Năm Khang Hi thứ 2 (1663), quân Thanh ồ ạt tấn công, Vĩnh Trung bị bắt và bị giết ở Vu Sơn.